# سیارک ۵۰۷۷
سیارک ۵۰۷۷ (به انگلیسی: 5077 Favaloro، نامگذاری:1974MG) پنج هزار و هفتاد و هفتمین سیارک کشف شده‌است که در ۱۷ ژوئن ۱۹۷۴ کشف شد.